# 凯尔特之王：战争狂怒
《凯尔特之王：战争狂怒》（中国大陆又译作）是一款由Haemimont Games开发的即时战略游戏。游戏的背景设定为恺撒发动高卢战争时期。

## 类型
本作融合了即时战略和角色扮演的元素。

## 游戏系统
本作中有两大势力：罗马人和高卢人。两个势力在游戏玩法上是不同的。双方的兵种单位是不同的，罗马人拥有科技优势而高卢人拥有数量优势。此外还有不可操纵的第三方势力——条顿人，他们在游戏地图中是个始终住在帐篷中的游牧民族。

## 评价
本作在西班牙大受欢迎，2003年在西班牙卖出超过10万份。到2006年，仅在西班牙、意大利和拉丁美洲就售出超过100万份拷贝。
本作受到了评论家的好评。GameSpot给了8.4/10的高分，IGN给了8.2/10的高分，GameSpy给了4.5/5的高分。